# 罗荣桓
罗荣桓（1902年11月26日—1963年12月16日），原名慎镇，字雅怀。湖南省衡山县（今属衡东:4406）人。中国军事家，中国人民解放军领导人之一:4406，其最高军衔为中华人民共和国元帅，中国共产黨、中华人民共和国政治人物，原正国级领导人。
罗荣桓1927年在武昌中山大学（武汉大学的前身）读书，加入中国共产党:4406。同年参加鄂南暴动和湘赣边界秋收起义，后上井岡山:4406。第一次国共内战时期，他先后担任特务连党代表、红四军第十一师三十一团营党代表、第二纵队党代表。曾参加古田会议:4406。历任红军第四军军委书记兼政治委员、红一军团政治部主任、江西军区政治部主任、红八军团政治部主任，红军总政治部动员部长、中华苏维埃共和国候补中央执行委员:4406。参加过长征:4406。1936年入红军大学学习:4406。中国抗日战争时期，任红军后方政治部主任、八路军115师政治部主任、政治委员、代理师长，山东军政委员会书记，山东军区司令员兼政治委员，中共中央山东分局书记:4406。开辟山东根据地。第二次国共内战时期，任中共中央东北局副书记兼东北民主联军、东北军区第一副政委，东北野战军、第四野战军第一政治委员:4406。同林彪指挥了辽沈战役和平津战役，攻占东北全境。
中华人民共和国成立后，罗荣桓历任中央人民政府最高人民检察署检察长，人民革命军事委员会副主席、中国人民解放军总政治部主任和总干部部长、政治学院院长、全国人大常委会副委员长、国防委员会副主席:4406。罗荣桓从1942年起经常带病指挥作战，1946年曾切除一侧肾脏，以后长期抱病工作。1955年被授予中华人民共和国元帅军衔:4406。是中共第七屆中央委员、第八屆中央政治局委员:4406。1963年12月16日在北京病逝:4406。

## 生平

### 青年时期
1902年11月26日，罗荣桓出生于湖南省衡州府衡山县（今衡阳市衡东县）寒水乡鱼形镇南湾村:1。1919年就读长沙市协均中学，年底参加了长沙反对军阀张敬尧和抵制日货的运动:5。1924年6月，他考入私立青岛大学（今山东大学、中国海洋大学的前身）工商预科:8，1926年结业，在校期间罗积极投身学生运动，为当时的青岛学生领袖:11。
1927年4月，罗荣桓进入武昌中山大学理学院学习:17，参加中国共产主义青年团，任团支委组织干事。不久，转为中国共产党党员。7月，他被中共湖北省委派往通城从事农民运动:18。8月20日，罗荣桓组织通城秋收暴动，任通城、崇阳农民自卫军党代表:20。8月底，他率通城、崇阳农民武装100余人到达江西修水，与国民革命军第二方面军警卫团合编，参加秋收起义:22。9月29日，部队在江西永新三湾改编，罗荣桓任特务连党代表:26。

### 早期红军生涯
1928年初，罗荣桓任三营九连、八连党代表:37，参加了宣传群众、组织群众、创建井冈山根据地的作战:34。同年4月，罗荣桓任红四军第11师31团三营党代表:38。1929年1月，随部队向赣南进军:40。3月，任第三纵队九支队党代表，参加了攻打龙岩、出击闽中和广东东江地区的各次战斗:45。10月30日，在攻打梅县时腰部负伤:46。12月28日，罗荣桓参加古田会议，当选红四军前委委员。1930年1月，调任二纵队政委:49。6月，代理红四军政治委员:52。8月23日，罗荣桓任红四军军委书记、政治委员，与林彪一起指挥红四军参加攻打长沙，未克:55。11月，罗荣桓参加峡江县罗坊会议，在会议上发言支持毛泽东关于放弃打南昌，移师赣江以东，诱敌深入，在根据地内作战，以粉碎国军围剿的主张:55。此后，参加第一、二、三次反围剿战争:57。良村等地战斗后，红军部队转移途中遭袭击，一些伤员、俘虏和缴获的枪械受到损失。随后，被免去军委书记职务，由林彪接任:59。
1932年3月，罗荣桓任红一军团政治部主任，参与指挥漳州战役。1933年3月，参加第四次反围剿战争，发出《红一军团官家僚以后政治工作指示》，全面总结了反围剿战争中的政治工作:1。4月，调任江西军区政治部主任:66，后又调任总政治部任巡视员、动员部长:67。7月兼任总政治部扩红突击队总队长，组织扩充红军部队。1934年1月，当选中华苏维埃共和国中央执行委员会候补委员。
1934年9月，罗荣桓任红八军团政治部主任，10月随部队参加长征。12月，红八军团因战斗减员而撤销，罗荣桓调任总政治部巡视员:75。1935年9月，任红一军团政治部副主任，随军到达陕北:79。1936年2月10日，发出《关于目前政治工作的指示》，要求部队加强政治动员和训练教育工作:379。6月调红军大学学习，同时任一科政治委员。1937年1月，任红军后方政治部主任:85，7月任红一军团政治部主任:88。

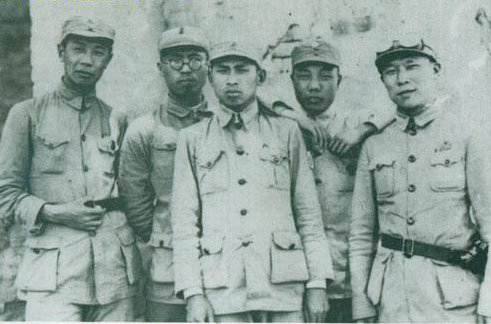
1938年，陈士榘、罗荣桓、李天佑、萧华（左起）在晋西孝义

### 抗日战争时期
1937年8月，罗荣桓任八路军115师政训处主任，后改为政治部主任。9月，率领115师一部在阜平、曲阳、灵寿一带发动群众，创建抗日根据地:89。1938年3月，罗荣桓任115师政治委员，与代师长陈光指挥部队进行午城井沟战斗，开辟吕梁山根据地:92。1938年12月，与陈光率领师直与686团等部队到达晋东南，组成东进支队，向山东进军:98。
1939年3月，东进支队进入鲁西郓城地区。全歼樊坝伪军一个团，扩大八路军的影响:99。5月，指挥陆房战斗，突出日军包围后，他派东进支队大部，东越津浦路进入鲁南地区:105。8月，与陈光指挥部队在梁山地区歼灭日军长田敏江少佐以下300余人:110。11月赶赴湖西地区，及时处理了该区的“肃托”事件 。1940年2月，与陈光指挥三打白彦，歼日军800余人。9月，罗荣桓在115师高干会上总结了斗争的“插、争、挤、打、统、反”六字方针，提出了“建设铁的模范党军”的号召和具体措施:140-141。

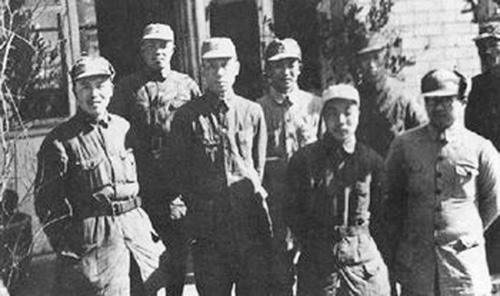
1942年，刘少奇视察115师与山东军区，自左为黎玉、周长胜、刘少奇、陈光、萧华、梁兴初、罗荣桓

1941年11月，日军第十二军司令官土桥一次亲自指挥日伪军5万余人，向山东根据地中心沂蒙山区进攻:154。11月5日，率山东党政军机关突出日军重围，随后率领部队又回到沂蒙地区开展游击战争，粉碎了日军扫荡。1942年8月，在山东分局党刊《斗争生活》和一一五师《战士月刊》上分别发表《坚持我们的边沿游击区》和《准备打破敌人紧缩包围封锁我们根据地》:130-138。11月，指挥教二旅运用“翻边战术”，乘日伪军开赴沂蒙山区的机会，在海陵地区攻克据点16处:169。11月在《战士月刊》上发表《克服在游击战争中认识上的一些偏差》:154。12月，参加指挥对国军111师的甲子山战役:170。甲子山战役后，罗荣桓因操劳过度，突然尿血:173。
1943年3月12日，罗荣桓担任山东军区司令员兼政治委员，115师政治委员、代师长。3月13日，在山东军政工作会议上作《分散性游击战争与对敌政治攻势问题》的报告。4月，因病情加重，曾赴淮南新四军根据地治疗:176。6月，罗荣桓对国军于学忠部撤出山东给予便利，同时阻滞了李仙洲部入鲁。10月，与黎玉、萧华指挥部队进行反扫荡作战:183。1944年3月，罗荣桓指挥发起第三次讨伐吴化文部战役，控制鲁山地区:192。同年又发起秋季攻势，攻占利津、沂水、文登、荣成等地。争取了伪军王道、莫正民等部倒戈:194。1945年，指挥山东八路军发起春季攻势:198。8月，指挥部队分5路向山东日占城市和交通要道进军，山东省境内除铁路沿线及西部几座县城外，均获攻占。

### 第二次国共内战时期

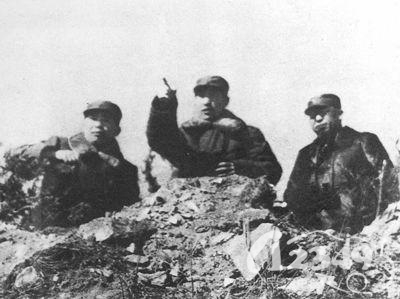
辽沈战役中，林彪、罗荣桓、刘亚楼在指挥作战

1945年10月，罗荣桓等组织山东部队6万余人北上东北。10月31日，就任东北人民自治军第二政治委员:233。1946年初，罗荣桓因病去平壤、大连等地治疗，经诊断为肾癌:245；在病中，他致电中共中央东北局，提出东北战争要作较长时间准备，不要把和平估计过急，应全面发展自己，全力支持长期战争:246。5月回到东北民主联军总部。6月16日，罗荣桓任东北局副书记兼东北民主联军副政治委员
。8月，他前往苏联治病，切除右侧肾脏:254。
1947年6月，罗荣桓回国:256。其后，他组织建设东北二线兵团，保证解放军主力部队有充足的后备兵力:261。8月26日《东北日报》根据他的指示，刊登了辽东军区诉苦教育的经验，发表了《部队教育的方向》的社论:259。其后，他同林彪指挥了东北民主联军的秋季攻势和冬季攻势:258。1948年2月2日，在东北人民解放军总部召开的政治工作会议上作报告，总结了部队政治工作经验:261。3月在东北人民解放军后勤工作会议上作报告，要求后勤单位要加强党的领导，把政治工作贯彻到各个系统中:409。在东北野战军召开的参谋会上作报告，提出了关于今后建军及正规化问题。罗在长春围困战期间参与指挥东北野战军对长春的围困，如在6月制定了《围困长春办法》。9月9日，罗荣桓起草了给毛泽东提交的《关于围困长春的报告》，其中提到“不让饥民出城，已经出来者要堵回去，这对饥民对部队战士，都是很费解释的。饥民们对我会不满，怨言特多：‘八路见死不救。’他们成群跪在我哨兵面前央求放行，有的将婴儿小孩丢了就跑，也有持绳在我岗哨前上吊的。战士见此惨状心肠顿软有陪同饥民跪下一道哭的，说是‘上级命令我也无法’。”长春围困战最终造成数十万平民饿毙。
1948年8月14日，罗荣桓任东北军区第一副政治委员、东北野战军政治委员 。9月，他和林彪等指挥东北野战军发起辽沈战役:274。战役初期，由于国军增援，林彪一度犹豫，要回师进攻长春。在罗荣桓的劝说下，很快又坚定了进攻锦州的决心:276。辽沈战役结束后，指挥东北野战军向关内进军，发起平津战役:287。1949年1月10日，由林彪、罗荣桓、聂荣臻组成平津战役总前委，统一领导与指挥东北野战军与华北军区部队作战。其后，成功进行了与傅作义的和平谈判。3月，第四野战军召开师以上干部会议，罗荣桓作报告，反对无政府主义、无纪律现象:497。4月，他因病留天津治疗，随后到达北平:302。在此期间，罗荣桓被任命为中共中央华中局第二书记、第四野战军第一政治委员。

### 中华人民共和国成立后

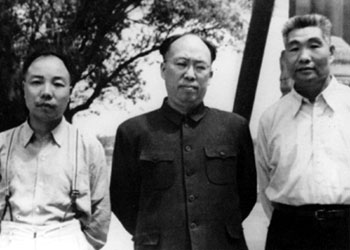
1953年，罗荣桓与萧劲光、萧华在颐和园

1949年10月1日，中华人民共和国成立，罗荣桓任中央人民政府委员、最高人民检察署检察长。期间，他主持了建立全国检察机构的工作:305。1950年4月，出任中央人民政府人民革命军事委员会总政治部主任，以后又兼任总干部管理部部长。9月20日，毛泽东给信罗荣桓，請其考虑少开会，甚至不开会，只和若干干部谈话及批阅文件，对身体好些，否则难于持久:528。在担任总干部部部长期间，罗荣桓具体主持了中国人民解放军的军衔评定工作。1954年4月15日，他组织领导起草的《中国人民解放军政治工作条例》，经中央军委批准正式颁布实施:321。6月19日，被任命为中央人民政府人民革命军事委员会副主席。8月24日军委批准政治学院根据罗荣桓指示起草的《办院基本方案》:316。
1954年9月，罗荣桓当选全国人大常委会副委员长，并担任国防委员会副主席。1955年9月，任中国人民解放军监察委员会书记:325；9月27日，被授予中华人民共和国元帅军衔和一级八一勋章、一级独立自由勋章和一级解放勋章。1956年3月，成立中国人民解放军政治学院，罗荣桓兼任院长。1956年9月，罗荣桓请退总政治部主任及总干部部部长职务:336，随后当选第八届中共中央政治局委员。其后，他到各地视察休养:337。
1959年9月，罗荣桓任中共中央军委委员，分管民兵建设工作:341。12月，任中央军委民兵工作小组组长:342。1961年1月，总政治部主任谭政被诬陷降职后，罗荣桓再次出任总政治部主任 。4月30日，在第二十六次军委常委会讨论《合成军队战斗条例概则》时，他当着林彪的面指出“带着问题学毛选”的提法不妥:358。在这前后，他还多次反对林彪将学习毛泽东著作庸俗化、简单化的主张:352。7月，他任人民武装委员会主任。
1961年11月4日，在全军政治工作会议总结讲话中提出，红与专问题，要落实在专业上，只讲红不落实在专上也是空的:665。11月15日，在全军组织工作会议上指出，组织部门的任务主要是抓中共组织建设。“连队工作靠党支部的领导，党支部搞好了，中心工作才能搞好。党的建设主要抓教育提高党员质量，健全和活跃党的生活。”:6811963年2月16日，在全军政治工作会议上讲话强调，加强党委工作，主要是贯彻民主集中制的问题。党委内部既要加强团结又要坚持原则。

### 去世
1963年9月28日，罗荣桓因肾功能衰竭引发尿毒症，住进北京医院进行腹膜透析:370，12月16日逝世:373。

## 纪念与评价

1963年12月22日，北京劳动人民文化宫公祭罗荣桓，邓小平主持

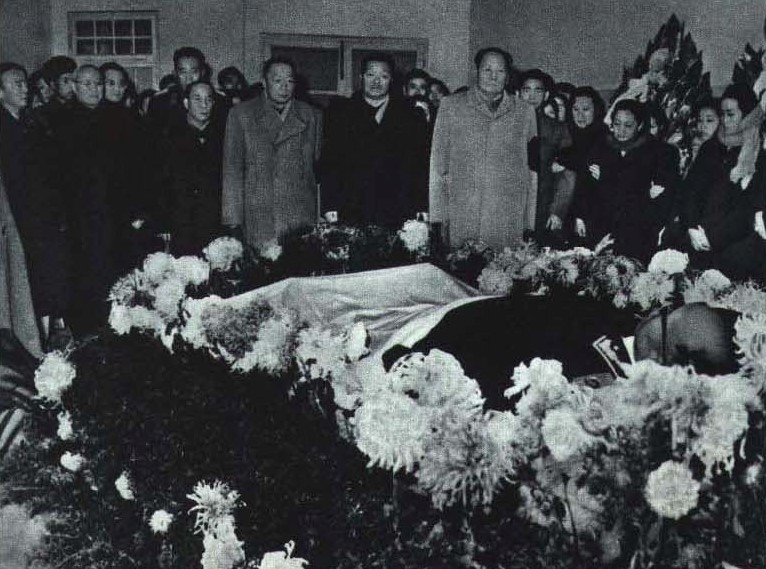
1963年12月 毛泽东参加罗荣桓追悼会

罗荣桓是中国人民解放军政治工作的奠基人。1963年12月19日，罗荣桓逝世后，毛泽东等中央领导向罗荣桓遗体告别。12月22日首都各界2万余人在人民大会堂公祭罗荣桓:374。国家主席刘少奇主祭，朱德、邓小平、林彪陪祭，邓小平致悼词。悼词赞誉罗荣桓是“中国人民的伟大革命战士、中国共产党的优秀党员”、“最善于动员、组织群众和依靠群众，最善于团结干部”:375，并特别提及他和林彪领导第四野战军在东北、华北战场上的作战。
毛泽东在1929年古田会议时评价说：“罗荣桓是个人才，是一位很好的领导干部，对这个同志我们发现晚了。”:481955年，解放军评定军衔，罗荣桓自认为无甚军功，请辞元帅军衔:323。然而，鉴于罗荣桓对中国人民解放军政治工作的贡献，毛泽东坚持让罗荣桓上选。在罗荣桓逝世后，毛泽东十分悲痛，几夜不能寐，並為罗荣桓写下一诗《弔罗荣桓同志》:373。
1983年，衡东县罗荣桓故居被列为湖南省级文物保护单位，1985年全面维修后对外开放。1989年11月，罗荣桓被中共中央军委确定为中国人民解放军军事家之一。2002年11月26日，中央军委举行“纪念罗荣桓同志诞辰一百周年座谈会”。江泽民发表讲话，评价罗荣桓为“久经考验的无产阶级革命家、军事家，我们党、国家和军队的卓越领导人，中国人民解放军的创建人之一”。2011年10月，罗荣桓故居纪念馆被国家旅游局批准为国家4A级旅游景区。
- 衡阳市衡东县荣桓镇南湾村罗荣桓纪念馆前，有罗荣桓全身铜像。

## 著作
- 《坚持平原游击战争，创建泰西抗日根据地的报告提》1939
- 《辽沈战役行动前政治动员令》（一九四八年八月二十五日）
- 《平津作战的政治动员令》（一九四八年十二月十一日）
- 《罗荣桓军事文选》1997年解放军出版社
- 《罗荣桓口述、自传》2007年当代中国出版社
- 回忆录《秋收起义与我军初创时期》1977年载《星火燎原选编之一》

## 家庭
罗荣桓第一任妻子颜月娥，1919年与小两岁的罗荣桓成亲。1926年生下女儿罗玉英。1927年4月罗荣桓再次离家求学，从此失去联系。中华人民共和国成立后，罗荣桓一直给颜月娥寄生活费，颜月娥独自生活至1984年去世。
罗荣桓第二任妻子林月琴，1937年5月与罗荣桓结婚:86。在此之前，林月琴前夫吴先恩参加西路军，失去联系，后返回延安。1955年林月琴被授予大校军衔，后任中国人民解放军总政治部干部部顾问。2003年11月22日在北京逝世，享年89岁。
- 長女：羅玉英（中國農業科學院、北京農科院幹部）
- 長子：羅北屯（早逝）
- 次女：羅林（早逝）
- 次子：羅東進（解放軍二炮副政委、中將）
- 三女：羅南下（早逝）
- 四女：罗北捷，解放軍304醫院教授，嫁赖传珠次子赖克游
- 五女：羅寧（北京凱星實業有限公司董事長）[45]

## 影視形象
电影
- 《建國大業》孙继堂饰（2009年）
- 《大决战之辽沈战役》鲁继先饰（1991年）
- 《大决战之平津战役》鲁继先饰（1991年）
- 《杨至成火线供给》洪涛饰

电视剧
- 《跨过鸭绿江》丰声饰（2020年）
- 《大决战》何政军饰（2021年）
- 《解放》孙继堂饰（2009年）
- 《聂荣臻元帅》逯长恩饰（2013年）
- 《我们的队伍向太阳》：张春林饰（2024年播出）
- 《光荣与梦想》：胡亚捷饰（2021年播出）